# Eva-Maria Grein von Friedl
Eva-Maria Grein von Friedl, nata Eva-Maria Grein (Miltenberg am Main, 26 marzo 1980), è un'attrice tedesca, attiva prevalentemente in campo televisivo e nei musical.
Sul piccolo schermo, ha partecipato ad una trentina di differenti produzioni e deve la propria notorietà grazie a ruoli da protagonista in fiction quali Tessa - Leben für die Liebe, La nave dei sogni - Viaggio di nozze e IK1 - Turisti in pericolo. Il cognome Von Friedl è quello del marito, il collega Christoph von Friedl, cognome adottato anche artisticamente dopo il matrimonio.

## Biografia
Eva-Maria Grein nasce a Miltenberg, in Baviera, il 26 marzo 1980.
Nel 2004, fa il proprio debutto sul grande schermo, interpretando il ruolo della fidanzata di Paul nel film, diretto da Peter Gersina, Mädchen Mädchen 2 - Loft oder Liebe.
Dal 2006 al 2009 è protagonista, nel ruolo di Thessa Thalbach, della soap opera Tessa - Leben für die Liebe.
Nel frattempo, dal 2007 al 2010, è impegnata anche sul set della serie televisiva La nave dei sogni - Viaggio di nozze (Kreuzfahrt ins Glück), dove interpreta il ruolo di Marie Andresen.
Nel 2010, sposa il collega Christoph von Friedl, conosciuto sul set della soap opera Tessa - Leben für die Liebe.
Dal 2011 al 2013, è protagonista, al fianco di Tobias Oertel della serie televisiva IK1 - Turisti in pericolo (IK1 – Touristen in Gefahr), dove interpreta il ruolo di Nadja Hansen.
Nel 2015, interpreta Jana Vollendorf, la protagonista dei film TV Jana und der Buschpilot - Streit der Stämme e Jana und der Buschpilot - Einsame Entscheidung.

## Filmografia

### Cinema
- Mädchen Mädchen 2 - Loft oder Liebe (2004)
- 8 Minuten - cortometraggio (2014)

### Televisione
- Bis in die Spitzen - serie TV, 1 episodio (2005)
- Tessa - Leben für die Liebe - soap opera, 96 episodi (2006-2009)
- Der Mann im Heuhaufen - film TV (2007)
- Rosamunde Pilcher - Der Mann meiner Träume - film TV (2007)
- Inga Lindström - Vickerby per sempre (Inga Lindström - Vickerby für immer) - film TV (2007)
- La nave dei sogni - Viaggio di nozze (Kreuzfahrt ins Glück) - serie TV, 14 episodi (2007-2011)
- Im Tal der wilden Rosen - serie TV, 1 episodio (2008)
- FunnyMovie - serie TV, 1 episodio (2008)
- Utta Danella - Schokolade im Sommer - film TV (2009)
- Dream Hotel - serie TV, 1 episodio (2010)
- Un ciclone in convento - serie TV, 1 episodio (2010)
- Die Bergwacht - serie TV, 1 episodio (2010)
- Die Rosenheim-Cops - serie TV, 2 episodi (2010-2013) - ruoli vari
- IK1 - Turisti in pericolo - film TV (2011)
- Inga Lindström - Ein Lied für Solveig - film TV (2012)
- Alles außer Liebe - film TV (2012)
- IK1 - Turisti in pericolo (IK 1 - Touristen in Gefahr) - serie TV, 4 episodi (2013)
- SOKO Kitzbühel - serie TV, 1 episodio (2013)
- Squadra Speciale Cobra 11 - serie TV, 1 episodio (2013)
- SOKO 5113 - serie TV, 1 episodio (2013)
- SOKO: Der Prozess - serie TV, 1 episodio (2013)
- Die Familiendetektivin - serie TV, 1 episodio (2014)
- Von Kerlen und Kühen - film TV (2014)
- Weißblaue Geschichten - serie TV, 1 episodio (2015)
- Männer! Alles auf Anfang - serie TV, 7 episodi (2015)
- Hamburg Distretto 21 - serie TV, 1 episodio (2015)
- Jana und der Buschpilot - Streit der Stämme - film TV (2015)
- Jana und der Buschpilot - Einsame Entscheidung - film TV (2015)

## Teatro
- 2001: King Arthur, Prinzregententheater, Monaco di Baviera
- 2002: Hello Dolly, Staatstheater am Gärtnerplatz, Monaco di Baviera

## Doppiatrici italiane
- Stella Musy in La nave dei sogni - Viaggio di nozze[4]
- Barbara De Bortoli in IK1 - Turisti in pericolo[5]
- Angela Brusa in Inga Lindström - Vickerby per sempre